# قرار مجلس الأمن التابع للأمم المتحدة رقم 777
قرار مجلس الأمن التابع للأمم المتحدة رقم 777، الذي تم تبنيه بالإجماع في 19 سبتمبر 1992، بعد إعادة التأكيد على القرار 713 (1992) وجميع القرارات اللاحقة بشأن هذا الموضوع، اعتبر المجلس أنه، نظرًا لأن الدولة المعروفة باسم جمهورية يوغوسلافيا الاتحادية الاشتراكية لم تعد موجودة، فقد أشار إلى أنه بموجب القرار 757 (1992)، لم يتم قبول مطالبة جمهورية يوغوسلافيا الاتحادية (صربيا والجبل الأسود) بمواصلة العضوية التلقائية في الأمم المتحدة على نطاق واسع، وبالتالي تقرر أن عضوية جمهورية يوغوسلافيا الاتحادية الاشتراكية في الأمم المتحدة لا يمكن أن تستمر. لذلك، أوصى المجلس الجمعية العامة بأن تكف جمهورية يوغوسلافيا الاتحادية (صربيا والجبل الأسود) عن المشاركة في الجمعية العامة وأن تتقدم بطلب للحصول على عضوية الأمم المتحدة.
نص مشروع القرار الأصلي، الذي قدمته الولايات المتحدة، على أن الجمعية العامة تؤكد أن «عضوية يوغوسلافيا في الأمم المتحدة ستُلغى»، ولكن تم حذف ذلك من أجل الحصول على الدعم الروسي، وظل القرار نفسه مفتوحًا للتفسير. ورفضت روسيا والصين فكرة استبعاد جمهورية يوغوسلافيا الاتحادية من جميع أجهزة الأمم المتحدة، قائلة إن عملها في الأجهزة الأخرى لن يتأثر. في غضون ذلك، قالت الهند وزيمبابوي (الحليفان التقليديان ليوغوسلافيا عبر حركة عدم الانحياز) إن القرار 777 ينتهك ميثاق الأمم المتحدة، ولا سيما المادتان 5 و 6.
واعتُمد القرار، الذي نص على أنه سينظر في الأمر قبل نهاية الدورة السابعة والأربعين للجمعية العامة، بأغلبية 12 صوتاً، بينما امتنعت الصين والهند وزيمبابوي عن التصويت.
في 22 سبتمبر 1992، وافقت الجمعية العامة، بأغلبية 127 صوتًا مؤيدًا، و6 أصوات معارضة وامتناع 26 عضوًا عن التصويت، على قرار مجلس الأمن في القرار 47/1، على الرغم من إضعاف النص بإلغاء «اعتبار الدولة التي كانت تعرف سابقا باسم جمهورية يوغوسلافيا الاتحادية الاشتراكية لم تعد موجودة». من عام 1992 إلى عام 2000، رفضت جمهورية يوغوسلافيا الاتحادية التقدم بطلب للحصول على عضوية الأمم المتحدة، وسمحت الأمانة العامة للأمم المتحدة للبعثة من جمهورية يوغوسلافيا الاتحادية الاشتراكية بمواصلة العمل واعتمدت ممثلي جمهورية يوغوسلافيا الاتحادية في بعثة جمهورية يوغوسلافيا الاتحادية، مواصلة العمل في مختلف أجهزة الأمم المتحدة.

## روابط خارجية
- نص القرار في undocs.org